# Lijst van musea met een schelpenverzameling
Dit is een lijst van musea met een schelpenverzameling.

## België
- Museum voor Natuurwetenschappen (Brussel), meer dan 1000 soorten tentoongesteld (de volledige verzameling telt meer dan 9 000 000 exemplaren en behoort tot de grootste drie van de wereld)
- Universiteitsmusea
  - Museum voor Dierkunde Auguste Lameere (Elsene, Université libre de Bruxelles)
  - Museum voor Dierkunde (Katholieke Universiteit Leuven)
  - Museum voor Dierkunde (Gent, Universiteit Gent)
  - Musée de Zoologie de l'Université (Luik)
- Schoolmuseum Michel Thiery (Gent)
- Noordzeeaquarium (Oostende)

## Nederland
- AquariOm (Groningen)
- Centrum voor Natuur en Landschap (West Terschelling)
- 'International Fossil Shell Museum' van Stichting Schepsel Schelp (Utrecht)[1]
- Museum Natura Docet (Denekamp)
- Muzeeaquarium Delfzijl (Delfzijl)
- Muzee (voorheen Zeemuseum, Scheveningen) (Collectie Bob Entrop)
- Naturalis (Leiden)
- Natuurmuseum Enschede (Enschede)
- Natuurmuseum Fryslân (Leeuwarden)
- Miramar Zeemuseum (Vledder)
- Natuurhistorisch Museum Rotterdam (Rotterdam)
- Regionaal Natuurmuseum Westflinge (Sint Pancras)
- Schelpenmuseum Paal 14 (Schiermonnikoog)
- Teylers Museum (Haarlem)
- Visserijmuseum Breskens (Breskens)
- Schelpenmuseum Zaamslag (privé-verzameling)
- Zee Aquarium Bergen aan Zee (Bergen aan Zee)
- Zeeuws Biologisch Museum (Oostkapelle)
- Zoölogisch Museum Amsterdam (Universiteit van Amsterdam)

## Frankrijk
- Muséum national d'Histoire naturelle (Parijs)
- Muséum du Coquillage (Les Sables-d'Olonne)[2]
- Le musée Brigoudou in Brignogan[3]
- Musée de l'Amiral in Pouldreuzic[4]

## Monaco
- Musée Océanographique de Monaco

## Verenigde Staten
- Houston Museum of Natural Science (Houston)